# Amphithéâtre de Larino
L'Amphithéâtre de Larino était situé dans la ville de Larinum (aujourd'hui Larino dans la Molise).
Ier siècle à la suite du testament d'un sénateur romain citoyen de Larinum.
L'amphithéâtre possédait quatre entrées. On accédait à la partie supérieure (summa cavea) au moyen de perrons extérieurs. Douze vomitoires  permettaient l'accès aux gradins.
L'édifice maintint son importance même dans le Haut Moyen Âge, lorsqu'il fut transformé en lieu de défense des habitants de Larino.